# Carlos Leal
Carlos Leal (* 9. Juli 1969 in Lausanne) ist ein Schweizer Schauspieler und Rapper.

## Biografie
Leal kam als Sohn spanischer Immigranten zur Welt. Er wuchs im Lausanner Vorort Renens auf und absolvierte eine Lehre als Tiefbauzeichner. 1990 gründete er mit dem Musikproduzenten Just One und weiteren Freunden die Hip-Hop-Gruppe Sens Unik, die sich bald international etablierte. Während der folgenden zehn Jahre gewann Sens Unik viermal die Goldene Schallplatte und steuerte zum Film Neutre die Titelmusik bei. Nach seinen ersten kleinen Filmrollen verliess er 2005 Sens Unik, um in Paris Schauspielunterricht zu nehmen. Er spielte die männliche Hauptrolle in dem Liebesdrama Snow White und wurde dafür mehrfach ausgezeichnet. Im Folgenden erhielt er Nebenrollen in internationalen Grossproduktionen wie dem 21. James-Bond-Film Casino Royale (2006).
2008 zog Leal mit seiner Familie nach Madrid, zwei weitere Jahre später nach Los Angeles. Er erhielt eine grössere Rolle in der spanischen Fernsehserie El Internado und errang damit in Spanien einen höheren Bekanntheitsgrad als in Frankreich und der Schweiz. Im Kinofilm Zerrissene Umarmungen spielte er eine Nebenrolle. Für Verso und Sennentuntschi kehrte Leal kurzzeitig in die Schweiz zurück.
Seit 2011 macht er Werbung für das Schweizer Telekommunikationsunternehmen UPC Cablecom. Anfang Februar 2012 wurde der Werbespot, welcher ihn zeigt, wie er im Windkanal der Geschwindigkeit der Internetverbindung standhält, zur Kampagne des Jahres gekürt. 2013 trat er in der Schweizer Komödie Who Killed Johnny (Yangzom Brauen) mit Melanie Winiger und Max Loong auf.
2014 und 2015 war Leal an der Seite von Barbara Terpoorten und Mike Müller in der zweiten und dritten Staffel der Serie Der Bestatter zu sehen. Zudem spielte er in der Serie Devious Maids – Schmutzige Geheimnisse mit. 
Gemeinsam mit seiner Frau realisierte Leal unter dem Namen Les Danseurs Sénégalais die Kurzfilme Dawn, Elvis & Angel und The Art of Kissing. Leal ist mit der belgischen Schauspielkollegin Jo Kelly verheiratet. Sie haben einen Sohn (* 2008) und eine Tochter (* 17. Januar 2016).

## Filmografie

### Fernsehfilme
- 2013: Ein Sommer in Amalfi
- 2016: Gotthard

### Kinofilme
- 2003: Love Express
- 2003: Trinivel
- 2004: Hildes Reise
- 2005: Snow White
- 2006: James Bond 007: Casino Royale (Casino Royale)
- 2007: Tarragona – Ein Paradies in Flammen
- 2009: Verso
- 2009: Zerrissene Umarmungen (Los abrazos rotos)
- 2010: Boulevard du Palais
- 2010: Sennentuntschi
- 2010: Dein Weg (The Way)
- 2011: There be Dragons
- 2013: Who Killed Johnny
- 2014: 20 Regeln für Sylvie
- 2024: When we were Sisters

### Fernsehserien
- 2005: EastEnders (2 Episoden)
- 2006: El Comisario (3 Episoden)
- 2007: Los Serrano (1 Episode)
- 2007: Femmes de Loi (1 Episode)
- 2007: R.I.S. Científica
- 2008: El Internado
- 2010: Boulevard du Palais
- 2011: Chaos (1 Episode)
- 2013: Devious Maids (2 Episoden)
- 2013: Covert Affairs (Episode 4x07)
- 2013: Marvel’s Agents of S.H.I.E.L.D. (Episode 1x02)
- 2014: Perception (Episode 3x01)
- 2014: Der Bestatter (12 Episoden)
- 2015: The Team (Episoden 1x01–1x08)
- 2015: The Last Ship (Episoden 2x03–2x05)
- 2016: Criminal Minds: Beyond Borders (Episode 1x12)
- 2016: Rosewood
- 2018: Better Call Saul (Episode 4x05)
- 2019: Mac Gyver (Episode 3x17)
- 2019–2021: The L Word: Generation Q (13 Episoden)
- 2021: Blackout

### Kurzfilme
- 2001: Week End Break
- 2005: Visite médicale
- 2006: Coupé court
- 2007: Univers Paralits
- 2008: The Art of Kissing
- 2009: Brandstifter
- 2010: Lester
- 2011: Grace
- 2011: Parallel

## Auszeichnungen
- 2006: Schweizer Filmpreis für die beste Hauptrolle in Snow White
- 2006: Schweizer Shooting Star des europäischen Films